# Manoir du Cloître
Le manoir du Cloître  est situé à Saint-Clet en France.

## Localisation
Le manoir est situé sur la commune de Saint-Clet au lieu-dit de Le Cloître, dans le département des Côtes-d'Armor, dans la région Bretagne.

## Description
Le manoir est une ancienne ferme fortifiée, indépendante des seigneuries du lieu. L'édifice comprend une tour circulaire avec un escalier à vis, un bâtiment principal conservant cheminées et portes intérieures avec encadrements de granit en plein cintre ou arc brisé, des communs.

## Historique
L'existence des forteresses gardant les rives du Trieux étaient la conséquence des invasions normandes ou de guerres, comme Saint-Clet qui eut à souffrir de la guerre de Cent Ans. L'édifice remonte au xve siècle.
Le manoir est inscrit partiellement au titre des monuments historiques par arrêté du 28 juin 1972.

## Protection
Éléments protégés : les façades et toitures du manoir proprement dit, y compris la tour avec son escalier à vis de bois.